# Siva laguna
Siva laguna, poznata i kao Gondola u laguni (tal. Gondola sulla laguna), slavno je ulje na platnu koje je naslikao Francesco Guardi, majstor slikanja veduta (urbanih krajolika).
Naslikana je tijekom razdoblja kada je na Guardija snažno utjecalo Canalettovo slikarstvo, nakon njegova povratka u Mletke iz Engleske. Vedute su bile jako popularne među engleskim plemićima kao suveniri njihova putovanja po kontinentskoj Europi, a motiv Mletačke lagune bio je u modi. Guardijeva se veduta razlikuje od tih pomodnih prikaza zbog svojih poetskih kvaliteta. Naime, ovdje su boje korištene šturo (uglavnom siva i azurna s naznakama udaljenog ružičastog svjetla), a neodređeni horizont koji čine zidovi grada i zvonika tvore nezaboravnu atmosferu mirne lagune.
Dvije površine sivo-modrozelene boje, jedna tamnija, druga svjetlija, vodoravno su presječene tankim žućkastim potezom grada i tamne gondole, koji određuju kompoziciju dvostrukog zlatnog reza. Potpuna rastvorenost, neodređenost prostora, ostvarenog odnosom dviju boja, samo je naglašena žutosmeđim horizontalama, koje ne znače ograničenje, nego poput neomeđenih pravaca prolaze kroz prostor. Jedino kratki, isprekidani, svijetli potezi unose stanovito titranje. Također, namaz boje tanak je (lazuran), te se grubo tkanje platna prozire što nadalje podržava blagu uznemirenost površine, poput mrješkanja svjetla na površini vode.
Izvanredna ravnoteža kompozicijskih i prostornih vrijednosti čine ovu malenu sliku jedinstvenim prikazom venecijanskog ugođaja. Uporaba tehnike sfumata, spajanje boja i tonova, navješćuje prije osobni utisak nego topografski prikaz grada. Ova slika često se smatra prethodnicom razvoja pejzažnog slikarstva u 19. stoljeću. Naime, mogu se povući neke sličnosti sa slikama slikara kao što su James Whistler i William Turner, a poznato je kako su joj se divili impresionistički slikari, posebice Claude Monet.
Sliku su istraživači pripisali Francescu Guardiju. Smatra se da je slika najvjerojatnije dijelom veće kompozicije.

## Vanjske poveznice
- Francesco Guardi na Artcyclopediji